# Lenneke Ruiten
 (juillet 2025).
La mise en forme du texte ne suit pas les recommandations de Wikipédia : il faut le « wikifier ».
Les points d'amélioration suivants sont les cas les plus fréquents. Le détail des points à revoir est peut-être précisé sur la page de discussion.
- Les titres sont pré-formatés par le logiciel. Ils ne sont ni en capitales, ni en gras.
- Le texte ne doit pas être écrit en capitales (les noms de famille non plus), ni en gras, ni en italique, ni en « petit »…
- Le gras n'est utilisé que pour surligner le titre de l'article dans l'introduction, une seule fois.
- L'italique est rarement utilisé : mots en langue étrangère, titres d'œuvres, noms de bateaux, etc.
- Les citations ne sont pas en italique mais en corps de texte normal. Elles sont entourées par des guillemets français : « et ».
- Les listes à puces sont à éviter, des paragraphes rédigés étant largement préférés. Les tableaux sont à réserver à la présentation de données structurées (résultats, etc.).
- Les appels de note de bas de page (petits chiffres en exposant, introduits par l'outil «  Source ») sont à placer entre la fin de phrase et le point final[comme ça].
- Les liens internes (vers d'autres articles de Wikipédia) sont à choisir avec parcimonie. Créez des liens vers des articles approfondissant le sujet. Les termes génériques sans rapport avec le sujet sont à éviter, ainsi que les répétitions de liens vers un même terme.
- Les liens externes sont à placer uniquement dans une section « Liens externes », à la fin de l'article. Ces liens sont à choisir avec parcimonie suivant les règles définies. Si un lien sert de source à l'article, son insertion dans le texte est à faire par les notes de bas de page.
- La présentation des références doit suivre les conventions bibliographiques. Il est recommandé d'utiliser les modèles {{Ouvrage}}, {{Chapitre}}, {{Article}}, {{Lien web}} et/ou {{Bibliographie}}. Le mode d'édition visuel peut mettre en forme automatiquement les références.
- Insérer une infobox (cadre d'informations à droite) n'est pas obligatoire pour parachever la mise en page.

Pour une aide détaillée, merci de consulter Aide:Wikification.
Si vous pensez que ces points ont été résolus, vous pouvez retirer ce bandeau et améliorer la mise en forme d'un autre article.
Lenneke Ruiten est une soprano néerlandaise.

## Biographie
Ruiten est née à Velsen en 1977. Elle a commencé une formation de flûtiste au Conservatoire d'Alkmaar et au Conservatoire d'Amsterdam.
Après ses examens, elle arrête ses études de flûte pour se consacrer exclusivement au chant. Elle termine ses études de chant avec distinction au Conservatoire royal de La Haye, avec Meinard Kraak. Elle suit ensuite une formation lyrique à la Musikhochschule de Munich.
Elle a suivi des masterclasses avec Elly Ameling, Hans Hotter, Robert Holl, Walter Berry et Rudolf Jansen. En 2002, elle a remporté cinq prix au Concours international de chant de 's-Hertogenbosch, dont le premier prix.
Ruiten travaille et a travaillé avec des orchestres tels que le Wiener Philharmoniker, l'Orchestre du XVIIIe siècle, le Radio Chamber Orchestra, le Netherlands Chamber Orchestra, le Residentie Orkest, la NDR Radiophilharmonie et l'Akademie für Alte Musik Berlin. Elle a été dirigée par John Eliot Gardiner, Frans Brüggen, Christoph Eschenbach, Marc Minkowski et Ed Spanjaard.
En 2015, elle a chanté à La Scala de Milan. Elle a aussi joué le rôle principal féminin dans l'opéra Lucio Silla de Mozart.

## Discographie
- Concertarias de W-A Mozart avec l'Orchestre de Chambre du Concertgebouw dirigé par Ed Spanjaard, PENTATONE PTC 5186376 (2010) [3]
- Requiem et Miserere de JC Bach avec l'Akademie für Alte Musik Berlin sous la direction de Hans-Christoph Rademann, Harmonia Mundi
- Ascension Cantates de J-S Bach avec The English Baroque Soloists and Choir, dir. John Eliot Gardiner, SDG
- Messe en fa mineur de Bruckner avec l'Orchestre de la Suisse romande et le Rundfunkchor Berlin sous la direction de Marek Janowski, PENTATONE PTC 5186501 (2013) [3]
- Carmina Burana van C Orff avec SWR Vokalensemble Stuttgart dir. Rupert Huber, SWR